# Milesia titanea
Milesia titanea är en tvåvingeart som beskrevs av Heikki Hippa 1990. Milesia titanea ingår i släktet Milesia och familjen blomflugor. Inga underarter finns listade i Catalogue of Life.